# Соболевский район
Со́болевский райо́н — административно-территориальная единица и муниципальное образование (муниципальный район) в составе Камчатского края России.
Административный центр — село Соболево.

## История
Соболевский район образован 1 апреля 1946 года Указом Президиума Верховного Совета РСФСР с целью разукрупнения Усть — Большерецкого района.
До 1 июля 2007 находился в составе Камчатской области.

## География

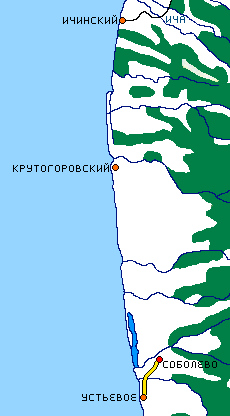
Соболевский район (населённые пункты)

На севере граничит с Тигильским районом, на юге с Усть-Большерецким районом. Омывается водами Охотского моря. Самая длинная река района — река Колпакова 185 км.

## Население
В состав района входят четыре населенных пункта: с. Соболево (районный центр) с. Устьевое, п. Крутогоровский, п Ичинский, в которых проживает 2459 человек (2017). На момент своего образования район было одной из самых густонаселенных и богатых территорий области. Здесь проживало более 13 тыс. человек, в том числе около 10 тыс. в поселках рыбопромышленных предприятий.
| 1959   | 1970  | 1979  | 1989  | 2002  | 2009  | 2010  |
| ------ | ----- | ----- | ----- | ----- | ----- | ----- |
| 14 244 | ↘6324 | ↘5785 | ↗6079 | ↘3221 | ↘2813 | ↘2604 |
| 2011   | 2012  | 2013  | 2014  | 2015  | 2016  | 2017  |
| ↘2597  | ↗2619 | ↘2584 | ↘2538 | ↘2523 | ↘2484 | ↘2459 |
| 2018   | 2019  | 2020  | 2021  | 2023  |       |       |
| ↘2426  | ↗2433 | ↗2484 | ↘2018 | ↘1988 |       |       |

Численность населения Соболевского района — 2604 человека, из них 1373 мужчин и 1231 женщина (2010).
Естественное движение:
| Годы | Рождений | Смертей | Е.п | Сальдо миграции | Рождаемость (‰) | Смертность (‰) | Е.п (‰) | Сальдо миграции (‰) |
| ---- | -------- | ------- | --- | --------------- | --------------- | -------------- | ------- | ------------------- |
| 2010 | 13       | 42      | -29 | 22              | 5,01            | 16,17          | -11,17  | 8,47                |
| 2011 | 19       | 25      | -6  | 28              | 7,25            | 9,55           | -2,29   | 10,69               |
| 2012 | 24       | 33      | -9  | -26             | 9,29            | 12,77          | -3,48   | -10,06              |
| 2013 | 21       | 30      | -9  | -37             | 8,27            | 11,82          | -3,55   | -14,58              |
| 2014 | 21       | 25      | -4  | -11             | 8,32            | 9,91           | -1,59   | -4,36               |
| 2015 | 24       | 29      | -5  | -34             | 9,66            | 11,67          | -2,01   | -13,69              |

По данным Всероссийской переписи населения 2021 года национальный состав был следующим:
| Народ     | Численность, чел. |  |
| --------- | ----------------- |  |
| русские   | 1 668 ▼           |  |
| украинцы  | 40 ▼              |  |
| ительмены | 38 ▼              |  |
| камчадалы | 37 ▼              |  |
| другие    | 235 ▼             |  |
| всего     | 2 018 ▼           |  |

## Муниципально-территориальное устройство
В состав Соболевского района входят 3 муниципальных образования со статусом сельских поселений (одноимённые населённым пунктам) и территория, не включённая в муниципальные образования:
| №        | Сельские поселения                | Административный центр | Количество населённых пунктов | Население    | Площадь, км2 |
| -------- | --------------------------------- | ---------------------- | ----------------------------- | ------------ | ------------ |
| 1        | Крутогоровское сельское поселение | посёлок Крутогоровский | 1                             | ↘212 (2023)  | 7,98         |
| 2        | Соболевское сельское поселение    | село Соболево          | 1                             | ↘1420 (2023) | 32,89        |
| 3        | Устьевое сельское поселение       | село Устьевое          | 1                             | ↘342 (2023)  | 3,95         |
| 3.000001 | межселенная территория            |                        | 1                             |              |              |

Бывшие территориальные единицы
Упразднены (в период с 1956 года) следующие административно-территориальные единицы:
- Берёзовский сельсовет — упразднён Решением областного исполнительного комитета от 14.02.1964 г. № 81
- Кихчикский поссовет — упразднён Решением областного исполнительного комитета от 15.02.1960 г. № 70
- Крутогоровский сельсовет — упразднён  Решением областного исполнительного комитета от 10.01.1969 г. № 23
- Облуковинский сельсовет — упразднён Решением областного исполнительного комитета от 27.11.1961 г. № 621
- Охотский сельсовет — упразднён Решением областного исполнительного комитета от 12.10.1962 г. № 514
- Пымтинский сельсовет — упразднён Решением областного исполнительного комитета от 13.08.1971 г. № 494
- Кировский поссовет — упразднён Решением областного исполнительного комитета от 20.01.1987 г. № 14
- Ичинское сельское поселение — упразднено Законом Камчатского края от 31.07.2012 г. № 93[25].

### Населённые пункты
В Соболевском районе 4 населённых пункта.
| № | Населённый пункт | Тип     | Население    | Муниципальное образование         |
| - | ---------------- | ------- | ------------ | --------------------------------- |
| 1 | Ичинский         | посёлок | ↗44 (2023)   | межселенная территория            |
| 2 | Крутогоровский   | посёлок | ↘212 (2023)  | Крутогоровское сельское поселение |
| 3 | Соболево         | село    | ↘1420 (2023) | Соболевское сельское поселение    |
| 4 | Устьевое         | село    | ↘342 (2023)  | Устьевое сельское поселение       |

Исчезнувшие населённые пункты
| Населённый пункт   | Дата упразднения | Местный совет на момент упразднения |
| ------------------ | ---------------- | ----------------------------------- |
| с. Берёзовка       | 11.12.1964       | Соболевский сельсовет               |
| с. Заветное        | 14.02.1964       |                                     |
| с. Ича             | 13.12.1974       |                                     |
| п. Кедровый        | 14.02.1964       |                                     |
| п. Кировский       | 15.09.2004       |                                     |
| п. Кирпичный завод | 14.02.1964       |                                     |
| п. Колпаковский    | 11.12.1964       | Крутогоровский второй сельсовет     |
| п. Коль            | 14.02.1964       |                                     |
| с. Крутогорово     | 13.12.1974       |                                     |
| с. Лесное          | 14.02.1964       |                                     |
| с. Лиман           | 10.04.1978       |                                     |
| п. Малореченский   | 13.12.1974       |                                     |
| с. Нижнеколпаково  | 14.02.1964       |                                     |
| с. Облуковино      | 14.02.1964       |                                     |
| с. Охотское        | 14.02.1964       |                                     |
| п. Прибойный       | 11.12.1964       | Кировский поссовет                  |
| с. Привольное      | 14.02.1964       |                                     |
| п. Пымта           | 25.11.1977       |                                     |
| с. Родниковое      | 15.09.2004       |                                     |
| с. Русь            | 16.04.1968       |                                     |
| с. Тальниковое     | 11.04.1968       |                                     |
| п. Южный           | 14.02.1964       |                                     |

## Экономика
В 1930—1950-е годы Соболевский район был важным центром добычи и переработки рыбы. Из-за дрифтерной катастрофы конца 1950-х годов рыбная промышленность этого края пришла в упадок и в настоящее время не имеет такого значения, как прежде.
27.12.2021 В нижнем течении  реки Кехта Соболевского района построен рыбоперерабатывающий завод. Мощности рассчитаны на производство от 200 до 250 тонн готовой продукции в сутки. Предприятие выпускает мороженую продукцию: нерку, горбушу, кету, кижуча, гольца, молоки лососевых рыб, а также минтай, камбалу, навагу, корюшку, треску и палтуса. Кроме того, завод производит икру лососевую зернистую соленую весовую, икру лососевую мороженую ястычную, икру минтая и наваги мороженую. Из рыбных отходов производятся рыбная мука и технический рыбный жир, а очистные сооружения обеспечивают сброс использованных вод после глубокой очистки.
В рамках проекта построены рыбоперерабатывающий цех, здание холодильника, общежитие и столовая для работников, контрольно-пропускной пункт и хозяйственные объекты, подъездная дорога. Завод оснащен высокоэффективным производственным и холодильным оборудованием отечественного и зарубежного производства. Бережную перекачку и транспортировку рыбы в приемный бункер завода, сводя к минимуму возможное воздействие на окружающую среду, обеспечивают рыбонасосная установка и рыбопровод.
По соглашению с единым институтом развития –   Корпорацией развития Дальнего Востока и Арктики инвестиции в проект составили 200 млн рублей, общие вложения резидента в создание завода достигли 1,8 млрд рублей. На рыбохозяйственном предприятии, поселкообразующем для села Устьевое Соболевского района, создано 206 новых рабочих мест .